# Mikrozustand
Ein Mikrozustand ist in der statistischen Physik die vollständige mikroskopische Beschreibung eines thermodynamischen Systems. Ein Mikrozustand entspricht damit einem Punkt im Phasenraum des ganzen Systems (nicht dem eines Teilchens). Für ein klassisches ideales Gas sind damit die Orte und die Impulse aller Teilchen festgelegt.
Im Gegensatz zum Mikrozustand beschreibt der Makrozustand das System durch seine gemittelten Parameter, wie etwa Temperatur, Druck oder Magnetisierung. Ein thermodynamisches System mit gegebenem Makrozustand besetzt nun verschiedene Mikrozustände der Energie {\displaystyle E_{i}} mit einer gewissen Wahrscheinlichkeit {\displaystyle p_{i}}. Aus diesen Mikrozuständen zusammen mit ihren Wahrscheinlichkeiten lassen sich viele Parameter des Systems berechnen.
Oft sind einige Mikrozustände eines abgeschlossenen Systems nach außen hin nicht unterscheidbar (z. B. weil sie die gleiche Gesamtenergie und den gleichen Gesamtimpuls oder die gleiche Gesamtmagnetisierung haben). Gemäß dem Postulat der gleichen a-priori-Wahrscheinlichkeiten tritt im thermischen Gleichgewicht jeder dieser Mikrozustände mit gleicher Wahrscheinlichkeit auf. Es kann nicht belegt werden, ist aber die einzig plausible Annahme, da jede Auszeichnung eines dieser Zustände durch eine veränderte Wahrscheinlichkeit eine gewisse Willkür bedeuten würde.

## Mikroskopische Definition thermodynamischer Größen
Die statistische Physik definiert die thermodynamischen Eigenschaften eines Systems über ein Ensemble von {\displaystyle N} Mikrozuständen. Jedem Mikrozustand {\displaystyle i} kann eine Energie {\displaystyle E_{i}} und eine Besetzungswahrscheinlichkeit {\displaystyle p_{i}} zugeordnet werden, die sich aus den Eigenschaften des Mikrozustandes ergeben. Mit diesen Definitionen können dann Kennzahlen des Systems als Mittelwert der Mikrozustände (Ensemblemittelwert) berechnet werden (siehe auch Ergodenhypothese). Beispiele:
- Die innere Energie {\displaystyle U} ist die Energie des zugehörigen Makrozustandes als Erwartungswert über die Energien der Mikrozustände:

{\displaystyle U\,:=\,\langle E\rangle \,=\,\sum \limits _{i=1}^{N}p_{i}\,E_{i}}
- Die Entropie {\displaystyle S} des Gesamtsystems hängt nur von den Wahrscheinlichkeiten der Mikrozustände ab und ist definiert als der Erwartungswert der Entropien der Mikrozustände {\displaystyle S_{i}=-k_{\mathrm {B} }\ln(p_{i})}:

{\displaystyle S\,:=\sum _{i}p_{i}S_{i}:=\,-k_{\mathrm {B} }\cdot \sum \limits _{i=1}^{N}p_{i}\,\ln(p_{i})=\,-k_{\mathrm {B} }\cdot \langle \ln(p_{i})\rangle }
Dabei ist {\displaystyle k_{\mathrm {B} }} die Boltzmann-Konstante. Diese Definition entspricht (ohne {\displaystyle k_{\mathrm {B} }}) der Shannon'schen Informationsentropie
Weitere thermodynamische Größen können über den Formalismus der Zustandssummen berechnet werden. Dabei wird die Anzahl der Mikrozustände für gewisse Randbedingungen gezählt. Die Verteilung der Mikrozustände im Phasenraum wird von der Zustandsdichte angegeben.

## Beispiele

### Klassisches Gas

Simulation eines idealen Gases in zwei Dimensionen. Einige Moleküle sind rot gezeichnet, damit sich ihre Bewegung leichter verfolgen lässt

In der klassischen Physik wird ein Gas als Menge von {\displaystyle N} punktförmigen Teilchen der Masse {\displaystyle m} angenommen. Die Teilchen haben die Positionen {\displaystyle {\vec {x}}_{i,j}} und die Geschwindigkeiten {\displaystyle {\vec {v}}_{i,j}}. Der Index {\displaystyle j} nummeriert die Teilchen durch, der Index {\displaystyle i} ist die Nummer eines möglichen Mikrozustands; ein Mikrozustand ist dabei die Angabe der Positionen und momentanen Geschwindigkeiten aller Teilchen zu einem bestimmten Zeitpunkt.
Die mittlere Energie des Mikrozustands lässt sich dann aus den kinetischen Energien der Gasteilchen berechnen:
{\displaystyle E_{i}\,=\,{\frac {1}{N}}\sum \limits _{j=1}^{N}{\frac {1}{2}}\,m\,{\vec {v}}_{i,j}^{2}}
Es gibt viele Zustände mit der Energie {\displaystyle E_{i}}, da nur die Geschwindigkeiten, nicht aber die Positionen der Teilchen zu dieser Größe beitragen. Gemäß dem Postulat der gleichen A-priori-Wahrscheinlichkeiten hat jeder dieser Zustände die gleiche Wahrscheinlichkeit.
Die Teilchen stoßen elastisch aneinander und an die Wände des Gefäßes. Dadurch stellt sich nach einiger Zeit ein thermisches Gleichgewicht ein, in dem die Verteilung der Geschwindigkeiten der Einzelteilchen der Maxwell-Boltzmann-Verteilung folgt.
Die Wahrscheinlichkeit für einen Zustand mit der Energie {\displaystyle E_{i}} ist:
{\displaystyle p_{i}\,\propto \,\exp \left(-{\frac {E_{i}}{k_{\mathrm {B} }\,T}}\right)}
Dabei ist
- {\displaystyle \textstyle T} die Temperatur des Gases
- {\displaystyle \textstyle k_{\mathrm {B} }\,T} die thermische Energie des Gases und
- {\displaystyle \textstyle \exp \left(-{\frac {E_{i}}{k_{\mathrm {B} }\,T}}\right)} der Boltzmann-Faktor.

### Ising-Modell
Ein weiteres Beispiel der statistischen Physik ist das Ising-Modell. Bei diesem eindimensionalen System von Spins sind {\displaystyle N} Teilchen in einer Reihe angeordnet. Dabei zeigt der Spin jedes Teilchens entweder nach oben {\displaystyle s_{\uparrow }=+1} oder nach unten {\displaystyle s_{\downarrow }=-1}. Liegt zusätzlich ein externes Magnetfeld mit der Feldstärke {\displaystyle H} an, so lässt sich die Energie eines Mikrozustandes berechnen als:
{\displaystyle E_{i}\,=\,\mu _{\mathrm {B} }\,H\,\sum \limits _{j=1}^{N}s_{j}}
Dabei ist {\displaystyle \mu _{\mathrm {B} }} das Bohrsche Magneton. Für den Fall {\displaystyle N=3} kann man die möglichen Mikrozustände und ihre Energie direkt aufschreiben:
| Mikrozustand                                           | ↑↑↑ | ↑↑↓ | ↑↓↑ | ↓↑↑ | ↑↓↓ | ↓↑↓ | ↓↓↑ | ↓↓↓ |
| Energie {\displaystyle E_{i}/(\mu _{\mathrm {B} }\,H)} | 3   | 1   | 1   | 1   | -1  | -1  | -1  | -3  |

Auch in diesem Beispiel kann ein Makrozustand gegebener Energie durch verschiedene Mikrozustände dargestellt werden.